# Río Campo
Río Campo és un municipi de Guinea Equatorial, de la província Litoral a la Regió Continental. El 2005 tenia 1.105 habitants.